# 금산로
금산로(Geumsan-ro)는 충청남도 금산군 남일면 솔재와 대전광역시 동구 구도동 남대전 나들목을 잇는 도로이다.

## 역사
- 2006년 9월 14일 : 추부 ~ 대전간 도로(충청남도 금산군 추부면 마전리 ~ 대전광역시 동구 삼괴동) 9.24km 구간과 2006 금산세계인삼엑스포지원도로(금산군 금산읍 중도리 ~ 신대리) 1.42km 구간 임시 개통[1]
- 2006년 12월 26일 : 추부 ~ 대전간 도로(충청남도 금산군 추부면 마전리 ~ 대전광역시 동구 삼괴동) 9.24km 구간 확장 개통, 기존 금산군 추부면 마전리 1.7km 구간 폐지. 2006 금산세계인삼엑스포지원도로(금산군 금산읍 중도리 ~ 신대리) 1.42km 구간 확장 개통, 기존 금산군 추부면 마전리 ~ 요광리 3.7km 구간과 금산군 금산읍 중도리 ~ 신대리 500m 구간 폐지[2]
- 2009년 7월 10일 : 2개 이상 시·도에 걸쳐 있는 도로로 금산로를 고시[3]

## 주요 경유지
충청남도
- 금산군 (남일면 - 남이면 - 금산읍 - 금성면 - 군북면 - 금성면 - 추부면)

대전광역시
- 동구 (산내동)

## 노선
| 이름           | 접속 노선                                             | 소재지        | 소재지                         | 비고                                                                  |
| 안용로와 직결  | 안용로와 직결                                         | 안용로와 직결 | 안용로와 직결                  | 안용로와 직결                                                         |
| -------------- | ----------------------------------------------------- | ------------- | ------------------------------ | --------------------------------------------------------------------- |
| 솔재           |                                                       | 금산군        | 남일면                         | 국도 제13호선 구간                                                    |
| 신정교         |                                                       | 금산군        | 남일면                         | 국도 제13호선 구간                                                    |
| 홍도삼거리     | 지방도 제635호선 (대홍로)                             | 금산군        | 남일면                         | 국도 제13호선 구간 지방도 제635호선 구간                              |
| 음대교         |                                                       | 금산군        | 남일면                         | 국도 제13호선 구간 지방도 제635호선 구간                              |
| 용수목삼거리   | 국가지원지방도 제55호선 지방도 제635호선 (십이폭포로) | 금산군        | 남일면                         | 국도 제13호선 구간 지방도 제635호선 구간 국가지원지방도 제55호선 구간 |
| 신천사거리     | 봉황로 신천길                                         | 금산군        | 남일면                         | 국도 제13호선 구간 국가지원지방도 제55호선 구간                       |
| 석동교         |                                                       | 금산군        | 남이면                         | 국도 제13호선 구간 국가지원지방도 제55호선 구간                       |
| 석동삼거리     | 보석사로                                              | 금산군        | 남이면                         | 국도 제13호선 구간 국가지원지방도 제55호선 구간                       |
| 금산종합운동장 | 황풍로                                                | 금산군        | 금산읍                         | 국도 제13호선 구간 국가지원지방도 제55호선 구간                       |
| 하옥사거리     | 삼풍로                                                | 금산군        | 금산읍                         | 국도 제13호선 구간 국가지원지방도 제55호선 구간                       |
| 상하옥사거리   | 비단로                                                | 금산군        | 금산읍                         | 국도 제13호선 구간 국가지원지방도 제55호선 구간                       |
| 제1상옥교      |                                                       | 금산군        | 금산읍                         | 국도 제13호선 구간 국가지원지방도 제55호선 구간                       |
| 우체국사거리   | 국가지원지방도 제68호선 (인삼로)                      | 금산군        | 금산읍                         | 국도 제13호선 구간 국가지원지방도 제55호선 구간                       |
| 읍사무소사거리 | 비호로                                                | 금산군        | 금산읍                         | 국도 제13호선 구간                                                    |
| 양전 교차로    | 국도 제37호선 (무금로)                                | 금산군        | 금성면                         | 국도 제13호선 구간 국도 제37호선 구간                                 |
| 지사천교       |                                                       | 금산군        | 금성면                         | 국도 제37호선 구간                                                    |
| 지사천교       | 군북면                                                | 금산군        |                                | 국도 제37호선 구간                                                    |
| 의총삼거리     | 부말길 의총길                                         | 금산군        |                                | 국도 제37호선 구간                                                    |
| 새말합동정류소 |                                                       | 금산군        |                                | 국도 제37호선 구간                                                    |
| 새말사거리     | 어필각로 일흔이재로                                   | 금산군        |                                | 국도 제37호선 구간                                                    |
| 양지교         |                                                       | 금산군        |                                | 국도 제37호선 구간                                                    |
| 인삼탑 교차로  | 어필각로                                              | 금산군        | 국도 제37호선 구간 진출만 가능 |                                                                       |
| (마수리)       | 중마수길                                              | 금산군        | 금성면                         | 국도 제37호선 구간                                                    |
| 하신리 교차로  | 어필각로                                              | 금산군        | 금성면                         | 국도 제37호선 구간                                                    |
| (추정리)       | 분턱골길 추정절골길                                   | 금산군        | 추부면                         | 국도 제37호선 구간                                                    |
| 추정사거리     | 추풍로 추동길, 추동1길                                | 금산군        | 추부면                         | 국도 제37호선 구간                                                    |
| 마전 교차로    | 국도 제17호선 (숭암로)                                | 금산군        | 추부면                         | 국도 제17, 37호선 구간                                                |
| 추풍천교       |                                                       | 금산군        | 추부면                         | 국도 제17, 37호선 구간                                                |
| 추부 나들목    | 35호선 통영대전고속도로 서대산로                      | 금산군        | 추부면                         | 국도 제17, 37호선 구간                                                |
| 마음 교차로    | 서대산로 추풍로                                       | 금산군        | 추부면                         | 국도 제17, 37호선 구간                                                |
| 비례교         |                                                       | 금산군        | 추부면                         | 국도 제17, 37호선 구간                                                |
| 요광 교차로    | 국도 제37호선 (서대산로)                              | 금산군        | 추부면                         | 국도 제17, 37호선 구간                                                |
| 금산터널       |                                                       | 금산군        | 추부면                         | 국도 제17호선 구간 대전 방면 연장 1,470m 금산 방면 연장 1,450m        |
| 금산터널       |                                                       | 대전광역시    | 동구                           | 국도 제17호선 구간 대전 방면 연장 1,470m 금산 방면 연장 1,450m        |
| 마달교         |                                                       | 대전광역시    | 동구                           | 국도 제17호선 구간                                                    |
| 머들령터널     |                                                       | 대전광역시    | 동구                           | 국도 제17호선 구간 연장 200m                                          |
| 삼괴3교        |                                                       | 대전광역시    | 동구                           | 국도 제17호선 구간                                                    |
| 월계 교차로    | 산내로                                                | 대전광역시    | 동구                           | 국도 제17호선 구간 대전 방면 진출 불가 금산 방면 진입 불가            |
| 삼괴2교        |                                                       | 대전광역시    | 동구                           | 국도 제17호선 구간                                                    |
| (이름 없음)    | 산내로                                                | 대전광역시    | 동구                           | 국도 제17호선 구간 대전 방면 진입 불가 금산 방면 진출 불가            |
| 삼괴1교        | 산내로                                                | 대전광역시    | 동구                           | 국도 제17호선 구간 대전 방면 진출 불가 금산 방면 진입 불가            |
| 남대전 나들목  | 35호선 통영대전고속도로                               | 대전광역시    | 동구                           | 국도 제17호선 구간                                                    |
| 대전로와 직결  |                                                       |               |                                |                                                                       |

## 주요 건물 및 시설
- 남일초등학교 금일분교 (폐교, 충청남도 금산군 남일면 금산로 470)
- 금산남일우체국 (충청남도 금산군 남일면 금산로 518)
- 남일면체육센터 (구 금산남일중학교, 충청남도 금산군 남일면 금산로 552)
- 금산종합운동장 (충청남도 금산군 금산읍 금산로 1229-5)
- 금산중앙초등학교 (충청남도 금산군 금산읍 금산로 1427)
- 진악지구대 (충청남도 금산군 금산읍 금산로 1446)
- 한일교통 (충청남도 금산군 금산읍 금산로 1535)
- 청산회관 (충청남도 금산군 금산읍 금산로 1543)
- 금산군보건소 (충청남도 금산군 금산읍 금산로 1559)
- 새말합동정류소 (충청남도 금산군 군북면 금산로 1741)
- 낭월버스공영차고지 (대전광역시 동구 금산로 471)